# Yudhishthira
Yudhishthira of Youdhishthira is de oudste zoon van koning Pandu en de tweede zoon van zijn vrouw koningin Kunti in de Indiase epos Mahabharata. Hun drie zonen worden samen met twee zonen van de tweede vrouw van Pandu, Madri, de pandava's genoemd. Yudhishthira is verwekt door Dharma, god van de rechtvaardigheid, die zijn zoon meermaals op de proef stelt, onder andere de gedaante van een meer en een hond. Zijn rechtschapenheid is zo groot dat hij vaak Dharmaraja wordt genoemd, koning van de rechtvaardigheid.